# Природно-заповідний фонд Підгаєцького району
Станом на 1 січня 2017 року на території Підгаєцького району є 18 територій та об'єктів природно-заповідного фонду загальною площею 1324,95 га:
- 1 ботанічний заказник загальнодержавного значення площею 13,5 га,
- 7 заказників місцевого значення загальною площею 1230,9 га:
  - 4 ботанічні заказники загальною площею 38,9 га,
  - 3 загальнозоологічні заказники загальною площею 1192,0 га,
- 10 пам'яток природи місцевого значення загальною площею 80,55 га:
  - 1 геологічна пам'ятка природи площею 5,0 га,
  - 1 гідрологічна пам'ятка природи площею 0,08 га,
  - 8 ботанічних пам'яток природи.

Входить до складу територій ПЗФ інших категорій 3 об'єкти загальною площею 33,01 га.
Фактично в Підгаєцькому районі 18 територій та об'єктів природно-заповідного фонду загальною площею 1291,94 га, що становить 2,69 % території району

## Заказники
| №                                               | Назва території або об'єкта | Площа, га | Рішення про створення (зміну) | Розташування | Керуюча організація | Світлина, альбом |
| ----------------------------------------------- | --------------------------- | --------- | ----------------------------- | ------------ | ------------------- | ---------------- |
| Ботанічні заказники загальнодержавного значення |                             |           |                               |              |                     |                  |
| 1.                                              |                             |           |                               |              |                     |                  |
| Ботанічні заказники місцевого значення          |                             |           |                               |              |                     |                  |
| 1.                                              |                             |           |                               |              |                     |                  |

## Пам'ятки природи
| №                                                | Назва території або об'єкта | Площа, га | Рішення про створення (зміну) | Розташування | Керуюча організація | Світлина, альбом |
| ------------------------------------------------ | --------------------------- | --------- | ----------------------------- | ------------ | ------------------- | ---------------- |
| Геологічні пам'ятки природи місцевого значення   |                             |           |                               |              |                     |                  |
| 1.                                               |                             |           |                               |              |                     |                  |
| Гідрологічні пам'ятки природи місцевого значення |                             |           |                               |              |                     |                  |
| 1.                                               |                             |           |                               |              |                     |                  |
| Ботанічні пам'ятки природи місцевого значення    |                             |           |                               |              |                     |                  |
| 1.                                               |                             |           |                               |              |                     |                  |

## Парки-пам'ятки садово-паркового мистецтва
| №  | Назва території або об'єкта | Площа, га | Рішення про створення (зміну) | Розташування | Керуюча організація | Світлина, альбом |
| -- | --------------------------- | --------- | ----------------------------- | ------------ | ------------------- | ---------------- |
| 1. |                             |           |                               |              |                     |                  |

| №   | Назва території або об'єкта | Площа, га | Рішення про створення (зміну)                                                                                                 | Розташування                                 | Керуюча організація                                                                                  | Світлина, альбом |
| --- | --------------------------- | --------- | --- | -------------------------------------------- | --- | ---------------- |
| 10  | Під конем                   | 13.5      | Підгаєцький район, с. Носів                                                                                                   | Носівська сільська рада                      | Указ Президента України від 27.07.2016 р. № 312/2016                                                 |                  |
| 17  | Урочище «Угринів»           | 11.0      | Підгаєцький район, с. Угринів, Підгаєцьке лісництво, кв. 50 вид. 22, лісове урочище «Буда»                                    | ДП «Бережанське лісомисливське господарство» | Рішення ВК ТОР від 30.08.1990 р. № 189                                                               |                  |
| 18  | Урочище «Вивірки»           | 8.0       | Підгаєцький район, с. Завалів, Завалівське лісництво, кв. 8 вид. 7, лісове урочище «Вивірки»                                  | ДП «Бережанське лісомисливське господарство» | Рішення ВК ТОР від 30.08.1990 р. № 189                                                               |                  |
| 19  | Мужилівський                | 7.9       | Підгаєцький район, с. Мужилів, Підгаєцьке лісництво, кв. 29 вид.7, лісове урочище «Сирота»                                    | ДП «Бережанське лісомисливське господарство» | Рішення ТОР від 21.08.2000 р. № 187                                                                  |                  |
| 44  | Крамарова гора              | 12.0      | Підгаєцький район, с. Вербів, у 2 -х км на захід від села, схил південної та південно-західної експозиції в урочищі «Тарасів» | Вербівська сільська рада                     | Рішення ТОР від 25.01.2005 р. № 388                                                                  |                  |
| 22  | Довге                       | 376.0     | Підгаєцький район, с. Завалів, Завалівське лісництво, лісове урочище «Довге»                                                  | Підгаєцька районна організація УТМР          | Рішення ВК ТОР від 30.06.1986 р. № 198                                                               |                  |
| 23  | Рудники                     | 418.0     | Підгаєцький район, між селами Рудники, Боків, Литвинівське лісництво, кв. 53,54,106-112, лісове урочище «Рудники»             | ДП «Бережанське лісомисливське господарство» | Рішення ВК ТОР від 30.06.1986 р. № 198                                                               |                  |
| 24  | Буда                        | 398.0     | Підгаєцький район, між селами Угринів, Рудники, Підгаєцьке лісництво, кв. 44-51, лісове урочище «Буда»                        | Підгаєцька районна організація УТМР          | Рішення ВК ТОР від 30.06.1986 р. № 198                                                               |                  |
| 12  | Карстові лійки в Шумлянах   | 5.0       | Підгаєцький район, с. Шумляни, Литвинівське лісництво, кв. 114 вид.8, лісове урочище «Липник»                                 | ДП «Бережанське лісомисливське господарство» | Рішення ВК ТОР від 27.12.1976 р. № 637                                                               |                  |
| 45  | Підгаєцьке джерело          | 0.08      | Підгаєцький район, м. Підгайці, при в'їзді зі сторони Тернополя, з правої сторони дороги                                      | Підгаєцька міська рада                       | Рішення ТОР від 26.02.1999 р. № 50                                                                   |                  |
| 16  | Мужилівська діброва         | 18.0      | Підгаєцький район, с. Мужилів, Підгаєцьке лісництво, кв. 26 вид. 7, лісове урочище «Сирота»                                   | ДП «Бережанське лісомисливське господарство» | Рішення ТОР від 21.08.2000 р. № 187                                                                  |                  |
| 23  | Завалівська бучина № 1      | 9.0       | Підгаєцький район, с. Затурин, Завалівське лісництво, кв. 40 вид. 8, лісове урочище «Завалів»                                 | ДП «Бережанське лісомисливське господарство» | Рішення ВК ТОР від 30.08.1990 р. № 189                                                               |                  |
| 24  | Завалівська бучина № 2      | 22.0      | Підгаєцький район, с. Затурин, Завалівське лісництво, кв. 48 вид. 11, лісове урочище «Завалів»                                | ДП «Бережанське лісомисливське господарство» | Рішення ТОР від 18.03.1994 р.                                                                        |                  |
| 25  | Тростянецька бучина         | 4.4       | Підгаєцький район, с. Старий Литвинів, Литвинівське лісництво, кв. 80 вид. 2, лісове урочище «Тростянецька дача»              | ДП «Бережанське лісомисливське господарство» | Рішення ВК ТОР від 27.12.1976 р. № 637, із змінами затвердженими рішенням ТОР від 25.04.1996 р. № 90 |                  |
| 26  | Рудницька бучина            | 22.0      | Підгаєцький район, с. Шумляни, Литвинівське лісництво, кв. 106 вид. 2, лісове урочище «Рудники»                               | ДП «Бережанське лісомисливське господарство» | Рішення ВК ТОР від 30.08.1990 р. № 189                                                               |                  |
| 86  | Бук лісовий (1 дерево) № 1  | 0.01      | Підгаєцький район, с. Затурин, Завалівське лісництво, кв. 40 вид. 9, лісове урочище «Завалів»                                 | ДП «Бережанське лісомисливське господарство» | Рішення ТОР від 18.03.1994 р.                                                                        |                  |
| 205 | Завалівський платан         | 0.02      | Підгаєцький район, с. Завалів, садиба селянської спілки                                                                       | Завалівська сільська рада                    | Рішення ВК ТОР від 30.08.1990 р. № 189                                                               |                  |
| 215 | Горіх чорний (4 шт.)        | 0.04      | Підгаєцький район, с. Завалів, біля автошляху «Підгайці-Галич»                                                                | Завалівська сільська рада                    | Рішення ВК ТОР від 28.12.1970 р. № 829                                                               |                  |